# کپلر-۹سی
کپلر-۹سی (انگلیسی: Kepler-9c) یکی از هفت سیاره ی اول فراخورشیدی، سیاره‌ای فراخورشیدی است که توسط مأموریت کپلر ناسا کشف شد و یکی از حداقل دو سیاره‌ای است که به دور ستاره کپلر-۹ می‌چرخند. کپلر-۹بی و کپلر-۹سی نخستین سیاره‌های فراخورشیدی تأیید شدهٔ در حال گذر از برابر ستاره خود هستند.
کشف این سیاره توسط تیم مأموریت کپلر در ۲۶ اوت ۲۰۱۰ پس از کشف اولیه آن توسط کپلر اعلام شد. در آن زمان، این یکی از ۷۰۰ نامزد سیاره‌ای بود که کپلر به آن اشاره کرد.
مشاهدات این سیاره حاکی از آن است که این سیاره یک غول گازی هیدروژن-هلیوم است که کمی کوچکتر از زحل است و در نزدیکی ستاره ی خود در ۲۲۵ یکای نجومی می‌چرخد. کپلر-۹سی و بی از این نظر قابل توجه هستند که سیاره‌هایی دارای یک الگوی رزنانس مداری مشترک هستند که در آن مدار هر سیاره مدار سیاره دیگر را تثبیت می‌کند. در طول مدتی که توسط فضاپیما مشاهده شد، مدار سیاره که به‌طور متوسط تقریباً ۳۸ روز طول می‌کشد، به دلیل این تأثیر، در هر تناوب مداری ۳۹ دقیقه کوتاه می‌شود. مدار آن با گذشت زمان کمی بالاتر و پایین‌تر از نسبت ۲:۱ با سیارهٔ بی در نوسان است.